# Райнхард фон Золмс-Лаубах
Райнхард фон Золмс-Лаубах (на немски: Reinhard Graf zu Solms-Laubach; * 11 август 1801, Лаубах; † 29 октомври 1870, Манхайм или Браунфелс) е граф на Золмс-Лаубах и пруски генерал-майор.

## Биография
Той е вторият син на граф Фридрих Лудвиг Кристиан фон Золмс-Лаубах (1769 – 1822) и съпругата му графиня Хенриета фон Дегенфелд-Шонбург (1776 – 1847), дъщеря на граф Август Кристоф фон Дегенфелд-Шонбург (1730 – 1814) и Хелена Елизабет Ридезел, фрайин цу Айзенбах (1742 – 1811). По-големият му брат е граф Ото фон Золмс-Лаубах (1799 – 1872), а по-малките му братя са Рудолф (1803 – 1884), граф на Золмс-Лаубах, и Георг (1805 – 1870), граф на Золмс-Лаубах. Сестра му Отилия фон Золмс-Лаубах (1807 – 1884) е омъжена на 6 май 1828 г. в Лаубах за княз Фердинанд фон Золмс-Браунфелс (1797 – 1873).
Райнхард влиза на 1 юни 1822 г. в кавалерийския Гарде-Хузарен-Регимент на пруската войска и в средата на февруари 1823 г. става секонде лейтенант. В края на май 1828 г. напуска и започва руска служба. Той участва през 1828/1829 г. в Руско-турска война, участва в боевете за Шумен, а през 1830/1831 г. в Полско-руската война в обсадата на Варшава. Заради участието му при Стикона той получава Ордена на Свети Владимир, IV. класа.
Райнхард започва на 2 юли 1833 г. като майор без патент отново пруска служба. В началото на февруари 1836 г. той получава патента за службата си. На 7 април 1842 г. става флюгел-адютант на крал Фридрих Вилхелм IV и е повишен на 22 март 1843 г. на полковник-лейтенант. На 1 юли 1843 г. е командир на Вествалския 5. Уланен-Регимент и на 16 януари 1844 г. е командир на регимента. На 24 август 1848 г. е повишен на полковник и става командир на 8. кавалерийска бригада в Ерфурт. От 10 октомври 1848 до 17 септември 1849 г. той отново е флюгел-адютант на краля. След това е командир на 13. кавалерийска бригада в Мюнстер. Той получава титлата генерал-майор и правото да носи униформата на generale à la suite. На 11 септември 1851 г. е пенсиониран.
По случай коронизацията на крал Вилхелм I Райнхард получава на 18 октомври 1861 г. звездата на ордена на Червения орел II. класа. Той е рицар на Йоанитския орден.
Умира бездетен на 29 октомври 1870 г. на 69 години в Манхайм или в Браунфелс и е погребан в Лаубах.

## Фамилия
Райнхард се жени на 20 октомври 1836 г. в Бюдинген за принцеса Ида фон Изенбург-Бюдинген-Бюдинген (* 10 март 1817, Бюдинген; † 31 юли 1900, Бюдинген), дъщеря на княз Ернст Казимир I фон Изенбург и Бюдинген (1781 – 1852) и графиня Фердинанда фон Ербах-Шьонберг (1784 – 1848). Те нямат деца.